# Steudnera
Steudnera é um género botânico pertencente à família Araceae.

## Espécies ou nomenclaturas sinônimas
- Steudnera assamica Hook.f.
- Steudnera capitellata Hook.f.
- Steudnera colocasiifolia K. Koch[2], acesso em 08.06.2024
- Steudnera colocasioides Hook.f.
- Steudnera discolor W.Bull ex T.Moore & Mast.
- Steudnera gagei K. Krause
- Steudnera griffithii (Schott) Hook.f.
- Steudnera griffithii (Schott) Schott
- [[Steudnera henryana Engl. [3], acesso em 08.06.2024
- Steudnera hoanglienica VDNguyen, BHQuang & Bogner
- Steudnera kerrii Gagnep.[4], acesso em 08.06.2024
- Steudnera virosa (Roxb.) Prain